# Celia Rose Gooding
Celia Rose Gooding (New York, 22 febbraio 2000) è un'attrice statunitense.

## Biografia
Celia Rose Gooding è nata a New York, figlia dell'attrice LaChanze e Calvin Gooding, ucciso nell'attentato dell'11 settembre; ha una sorella minore, Zaya. Ha studiato alla Pace University. 
Nel 2018 ha fatto il suo debutto sulle scene quando è stata scelta per recitare nel musical di Alanis Morissette Jagged Little Pill all'American Repertory Theater di Cambridge. Nel 2019 è tornata a Broadway nel musical Jagged Little Pill e per la sua performance nel ruolo di Frankie Healy è stata candidata al Tony Award alla migliore attrice non protagonista in un musical e ha vinto il Grammy Award al miglior album di un musical teatrale.
Nel 2022 entra a far parte del cast di Star Trek: Strange New Worlds, ottava serie live-action del franchise di fantascienza Star Trek, interpretando il cadetto Nyota Uhura, personaggio reso celebre da Nichelle Nichols, a bordo della USS Enterprise capitanata da Christopher Pike (Anson Mount).

## Vita privata
È dichiaratamente bisessuale.

## Filmografia

### Attrice

#### Cinema
- Broadway Whodunit: Escape from Camp Eerie - direct-to-video (2020)
- Broadway Whodunit: All Hallows' Eve - direct-to-video (2020)
- Breakwater, regia di James Rowe (2023)
- Liminality, regia di Celeste O'Connor - cortometraggio (2024)

#### Televisione
- Star Trek: Strange New Worlds - serie TV, 29 episodi (2022-2025) - Nyota Uhura
- Foul Play - serie TV, episodi 1x01-1x03 (2023)
- Exandria Unlimited - serie TV, 4 episodi (2025)

### Doppiatrice
- Star Trek: Very Short Treks, regia di Aaron Hawkins - miniserie TV, puntata 2 (2023) - Nyota Uhura

### Produttrice
- Project Sing Out! - direct-to-video (2020)

## Trasmissioni televisive
- The Ready Room - talk-show (2023)

## Radio
- Tha Last City - serie di podcast (2024)

## Teatro
- Jagged Little Pill, colonna sonora di Alanis Morissette, Guy Sigsworth e Glen Ballard, libretto di Diablo Cody, regia di Diane Paulus. American Repertory Theatre di Cambridge (2018)
- Jagged Little Pill, colonna sonora di Alanis Morissette, Guy Sigsworth e Glen Ballard, libretto di Diablo Cody, regia di Diane Paulus. Broadhurst Theatre di Broadway (2019)

## Discografia

### Partecipazioni
- 2020 - "Jagged Little Pill" Original Broadway Cast Jagged Little Pill: Original Broadway Cast Recording

## Riconoscimenti
- Grammy Award
  - 2020 – Miglior album di un musical teatrale per Jagged Little Pill
- Critics' Choice Awards
  - 2024 - Candidatura alla miglior attrice non protagonista in una serie drammatica per Star Trek: Strange New Worlds
- Tony Award
  - 2020 – Candidatura al miglior attrice non protagonista in un musical per Jagged Little Pill